# کو سیتی (اکلاهما)
کو سیتی(به انگلیسی: Kaw City) شهری در ایالت اکلاهما کشور ایالات متحده آمریکا است که جمعیت آن در سرشماری سال ۲۰۱۰ میلادی، ۳۷۵ نفر بوده‌است.